# Jens Peter Jacobsen Lerke
Jens Peter Jacobsen Lerke (født 3. maj 1922 i Sønder Homå, Randers Amt, død 21. maj 2009) var rangermester og dansk politiker, fhv. folketingsmedlem, valgt for Socialdemokratiet. 

## Baggrund
Jens Peter Lerke var søn af gårdejer Jakob Jacobsen Lerke og hustru Annette Marie Lerke. Han begyndte sin voksentilværelse ved landbruget, men blev hurtig portør ved Ryomgård-Gjerrild-Grenaa Jernbane. Da den blev nedlagt, flyttede han til Frederiksværk og fik samme stilling ved Frederiksværkbanen. 
- Folkeskolen 1929–1936
- Arbejdet som landbrugsmedhjælper og arbejdsmand
- Rangermester på Frederiksværk Station fra 1973

## Politisk karriere
Medlem af Folketinget:
- Folketingsmedlem – fra 12. okt.1980 – 8. sep. 1987
- Folketingsmedlem – 27. nov. 1979 – 11. juni 1980
- Folketingsmedlem – 15. februar 1977 – 22. Okt. 1979

Lokalpolitisk:
- 1975 (7. marts – 11. Maj): Midlertidigt medlem for Frederiksborg amtskreds
- 1974: Partiets kandidat i Frederiksværk-kredsen
- 1970 – 1981: Medlems af Frederiksborg amtsråd.
- 1969 – 1975: Formand af Frederiksværk-kredsen
- 1969 – 1977: Medlems af socialdemokratiets hovedbestyrelse
- 1960 – 1970: Medlem af socialdemokratiets bestyrelse i Frederiksværk
- 1965 – 1975: Medlem af Frederiksværk-kredsen